# 阿列伊斯克
52°30′N 82°47′E / 52.500°N 82.783°E
阿列伊斯克（俄语：Але́йск）是俄羅斯阿爾泰邊疆區中部的一個城市，位於阿列伊河畔，距離區首府巴尔瑙尔120公里。2002年人口28,551人。
1913年建立，1939年設市。